# Municipio de Maple River (Míchigan)
El municipio de Maple River (en inglés: Maple River Township) es un municipio ubicado en el condado de Emmet en el estado estadounidense de Míchigan. En el año 2010 tenía una población de 1348 habitantes y una densidad poblacional de 14,67 personas por km².

## Geografía
El municipio de Maple River se encuentra ubicado en las coordenadas 45°30′6″N 84°48′9″O / 45.50167, -84.80250. Según la Oficina del Censo de los Estados Unidos, el municipio tiene una superficie total de 91.87 km², de la cual 91,49 km² corresponden a tierra firme y (0,41 %) 0,38 km² es agua.

## Demografía
Según el censo de 2010, había 1348 personas residiendo en el municipio de Maple River. La densidad de población era de 14,67 hab./km². De los 1348 habitantes, el municipio de Maple River estaba compuesto por el 92,66 % blancos, el 0,22 % eran afroamericanos, el 3,86 % eran amerindios, el 0,15 % eran asiáticos, el 0,45 % eran de otras razas y el 2,67 % eran de una mezcla de razas. Del total de la población el 0,96 % eran hispanos o latinos de cualquier raza.